# Jozef Čontofalský
Jozef Čontofalský (ur. 6 grudnia 1953) – słowacki piłkarz i hokeista, trener hokejowy.
Jego syn Jozef (ur. 1979) także został hokeistą.

## Kariera zawodnicza
- ZPA Prešov
- Baník Hodonín

Jako zawodnik grał w klubach z Preszowa (m.in. sezon 1979/1980, 1980/1981) i Hodonína. W marcu 1979 wywalczył w Sanoku Puchar „Autosanu”, podczas którego najskuteczniejszym strzelcem z siedmioma golami oraz został wybrany najlepszym napastnikiem. Zakończył karierę zawodniczą w 1982.
Do 20. roku życia był także piłkarzem, grał w barwach Tatrana Preszów. Był także reprezentantem Czechosłowacji do lat 18.

## Kariera trenerska
- ZPA Prešov (1989-1990)
- Słowacja do lat 18 (1990-1991)
- HK Spišská Nová Ves (1995-1997)
- HK Spartak Dubnica (1997-1998)
- HK VTJ Spišská Nová Ves (1995-1997)
- HC VTJ MEZ Michalovce (1998-1999)
- HKm Zvolen (1999-2000)
- SKH Sanok (2000)
- MHK Humenné (2004-2005)
- Unia Oświęcim (hokej na lodzie) (2006-2007)
- KH Sanok (2007-2008)
- HC 46 Bardejov (2011-2012)
- HC 07 Prešov (2012-2013)

Ukończył fakultety: pedagogiczny w Preszowie i wychowania fizycznego w Bratysławie. Uzyskał licencję trenerską klasy „A”.
W latach 90. prowadził zespoły słowackie, w tym swój macierzysty klub z Preszowa. Od czerwca/lipca 2000 przez kilka miesięcy do października był po raz pierwszy trenerem klubu z Sanoka, SKH w sezonie 2000/2001 (odszedł wskutek nieuregulowania wynagrodzeń). Ponownie miał zostać szkoleniowcem w tym mieście w połowie 2004, co jednak nie doszło do skutku. W sezonie 2004/2005 prowadził MHK Humenné w 2. lidze słowackiej. Pod koniec października 2006 w trakcie sezonu 2006/2007 został trenerem Unii Oświęcim. Od listopada 2007 po raz drugi był trenerem sanockiej drużyny, KH, w sezonach 2007/2008 i 2008/2009, do połowy grudnia 2008, gdy jego miejsce zajął rodak Ľubomír Roháčik. Na początku kwietnia 2010 odmówił ponownego prowadzenia zespołu z Oświęcimia. W lipcu 2011 został trenerem drużyny z Bardejowa. W czerwcu 2012 został szkoleniowcem HC Preszów.

## Sukcesy
Szkoleniowe
- Złoty medal  1. ligi słowackiej: 1996 z HK VTJ Spišská Nová Ves, 2012 z HC 46 Bardejov
- Brązowy medal 1. ligi słowackiej: 1998 z HK Spartakiem Dubnica
- Srebrny medal mistrzostw Słowacji: 2000 z HKm Zvolen